# Triumph Motor Company
A Triumph Motor Company foi uma empresa britânica de fabricação de automóveis e motores nos séculos XIX e XX. A marca teve suas origens em 1885, quando Siegfried Bettmann, de Nurembergue, formou a S. Bettmann & Co. e começou a importar bicicletas da Europa e vendê-las com o seu próprio nome comercial em Londres. O nome comercial tornou-se "Triumph" no ano seguinte e, em 1887, Bettmann foi acompanhado por um parceiro, Moritz Schulte, também da Alemanha. Em 1889, os empresários começaram a produzir suas próprias bicicletas em Coventry, na Inglaterra. A empresa foi renomeada como Triumph Cycle Co. Ltd. em 1897.  A Triumph fabricou seu primeiro carro em 1923.
A empresa foi adquirida pela Leyland Motors em 1960, tornando-se parte do conglomerado britânico British Leyland (BL) em 1968, onde a marca Triumph foi absorvida pela Divisão de Especialistas da BL, juntamente com os ex-colegas da Leyland Rover e Jaguar. Os veículos com emblemas Triumph foram produzidos pela BL até 1984, quando a marca Triumph foi aposentada, onde permaneceu latente sob os auspícios da empresa sucessora da BL, o Grupo Rover. Os direitos da marca Triumph são atualmente propriedade da BMW, que adquiriu o Grupo Rover em 1994.